# Decembrie 1986
Acest articol este generat integral pe baza informațiilor din articolul 1986 și este actualizat periodic de un robot.
 Editările făcute în articol vor fi șterse la următoarea actualizare! Dacă doriți să faceți modificări, editați articolul-sursă.

ianuarie -
februarie -
martie -
aprilie -
mai -
iunie -
iulie -
august -
septembrie -
octombrie -
noiembrie -
decembrie
Decembrie 1986 a fost a douăsprezecea lună a anului și a început într-o zi de luni.

## Evenimente
- 9 decembrie: Conflictul israeliano-palestinian: Începe prima Intifadă.
- 19 decembrie: Disidentului sovietic Andrei Saharov i se permite reîntoarcerea la Moscova după 6 ani de exil.
- 23 decembrie: Dick Rutan și Jeana Yeager au terminat primul zbor în jurul lumii cu un avion numit Voyager, fără să-l realimenteze cu combustibil.

## Nașteri
- 2 decembrie: Claudiu Keșerü (Claudiu Andrei Keșerü), fotbalist român (atacant)
- 26 decembrie: Kit Harington (Christopher Catesby Harington), actor și producător britanic
- 26 decembrie: Hugo Lloris, fotbalist francez
- 27 decembrie: Jasmin Trtovac, fotbalist sârb
- 28 decembrie: Sergiu Oșlobanu, jucător de sambo din R. Moldova, campion și medaliat a campionatelor Moldovei, Europei și lumii
- 29 decembrie: Kim Ok-bin, actriță sud-coreeană
- 29 decembrie: Ilie Cebanu, fotbalist din R. Moldova
- 30 decembrie: Ellie Goulding (Elena Jane Goulding), cântăreață, cantautoare, multi-instrumentistă și actriță britanică
- 31 decembrie: Emmanuel Koné, fotbalist ivorian
- 31 decembrie: Salif Nogo, fotbalist burkinez
- 31 decembrie: Florent Rouamba, fotbalist burkinez